# Jon Busch
Jon Busch, född 18 augusti 1976, är en amerikansk före detta fotbollsmålvakt. Busch blev Årets målvakt i MLS säsongen 2008.

## Landslagskarriär
Jon Busch gjorde landslagsdebut för USA mot Colombia den 9 mars 2005. Han lyckades hålla nollan, men fick ändå inga flera chanser efter det på grund av för tuff konkurrens om målvaktsplatserna.

## Statistik

### Grundserien
| Säsong | Klubb                | Liga                | Matcher | Antal nollor |
| ------ | -------------------- | ------------------- | ------- | ------------ |
| 1999   | Tampa Bay Mutiny     | Major League Soccer | 0       | 0            |
| 1999   | Chicago Fire         | Major League Soccer | 0       | 0            |
| 1999   | D.C. United          | Major League Soccer | 0       | 0            |
| 2001   | Dallas Burn          | Major League Soccer | 0       | 0            |
| 2002   | Columbus Crew        | Major League Soccer | 14      | 5            |
| 2003   | Columbus Crew        | Major League Soccer | 24      | 4            |
| 2004   | Columbus Crew        | Major League Soccer | 29      | 10           |
| 2005   | Columbus Crew        | Major League Soccer | 9       | 3            |
| 2006   | Columbus Crew        | Major League Soccer | 8       | 3            |
| 2007   | Chicago Fire         | Major League Soccer | 3       | 1            |
| 2008   | Chicago Fire         | Major League Soccer | 30      | 10           |
| 2009   | Chicago Fire         | Major League Soccer | 30      | 10           |
| 2010   | San Jose Earthquakes | Major League Soccer | 18      | 7            |
| 2011   | San Jose Earthquakes | Major League Soccer | 33      | 7            |
| 2012   | San Jose Earthquakes | Major League Soccer | 32      | 7            |
| 2013   | San Jose Earthquakes | Major League Soccer | 10      | 1            |
| Totalt | Totalt               | Totalt              | 240     | 68           |

### Slutspelet
| Säsong | Klubb                | Slutspel | Matcher | Antal nollor |
| ------ | -------------------- | -------- | ------- | ------------ |
| 2002   | Columbus Crew        | MLS Cup  | 5       | 1            |
| 2004   | Columbus Crew        | MLS Cup  | 2       | 0            |
| 2008   | Chicago Fire         | MLS Cup  | 3       | 2            |
| 2009   | Chicago Fire         | MLS Cup  | 3       | 2            |
| 2010   | San Jose Earthquakes | MLS Cup  | 3       | 2            |
| 2011   | San Jose Earthquakes | MLS Cup  | 3       | 0            |
| 2013   | San Jose Earthquakes | MLS Cup  | 2       | 1            |
| Total  | Total                | Total    | 21      | 8            |